# 蜂出巢属
蜂出巢属（学名：Centrostemma）是萝藦科下的一个属，为为灌木植物。该属共有约5种，分布于亚洲东南部。